# دانیل بیروفکا
دانیل بیروفکا (انگلیسی: Daniel Bierofka؛ زادهٔ ۷ فوریهٔ ۱۹۷۹) بازیکن فوتبال اهل آلمان است که در پست هافبک بازی می‌کند.
از باشگاه‌هایی که در آن بازی کرده‌است می‌توان به باشگاه فوتبال بایرن مونیخ ۲، باشگاه فوتبال مونیخ ۱۸۶۰، باشگاه فوتبال بایر ۰۴ لورکوزن، و باشگاه فوتبال اشتوتگارت اشاره کرد.
وی همچنین در تیم‌های ملی فوتبال زیر ۲۱ سال آلمان، آلمان، و Germany national football B team بازی کرده‌است.